# Tênis em cadeira de rodas nos Jogos Parapan-Americanos de 2011
As disputas de Tênis em cadeira de rodas nos Jogos Parapan-Americanos de 2011 aconteceram entre os dias 13 e 18 de Novembro de 2011 no Complexo de Tênis Telcel em Guadalajara, México, como parte integrante do calendário dos jogos

## Resultados

### Quadro de medalhas
| Ordem | País               | Medalha de ouro | Medalha de prata | Medalha de bronze | Total |
| ----- | ------------------ | --------------- | ---------------- | ----------------- | ----- |
| 1     | USA Estados Unidos | 3               | 1                | 1                 | 5     |
| 2     | ARG Argentina      | 1               | 2                | 0                 | 3     |
| 3     | COL Colômbia       | 0               | 1                | 1                 | 2     |
| 4     | BRA Brasil         | 0               | 0                | 1                 | 1     |
| 5     | CHI Chile          | 0               | 0                | 1                 | 1     |
| Total | Total              | 4               | 4                | 4                 | 12    |

### Vencedores
| Event                         | Ouro                                              | Prata                                              | Bronze                                               |
| ----------------------------- | ------------------------------------------------- | -------------------------------------------------- | ---------------------------------------------------- |
| Masculino individual Detalhes | Gustavo Fernandez ARG Argentina                   | Augustín Ledesma ARG Argentina                     | Stephen Welch USA Estados Unidos                     |
| Feminino individual Detalhes  | Mackenzie Soldan USA Estados Unidos               | Mary Kaiser USA Estados Unidos                     | Angelica Bernal COL Colômbia                         |
| Duplas Masculinas Detalhes    | Jon Rydberg / Stephen Welch USA Estados Unidos    | Gustavo Fernandez / Augustín Ledesma ARG Argentina | Mauricio Pomme / Carlos Santos BRA Brasil            |
| Duplas Femininas Detalhes     | Mary Kaiser / Mackenzie Soldan USA Estados Unidos | Angelica Bernal / Johana Martínez COL Colômbia     | Francisca Mardones / Maria Antonieta Ortiz CHI Chile |

## Ligações Externas
- Jogos Parapan-Americanos de 2011 - Tenis en Silla de Ruedas